# Història del rellotge

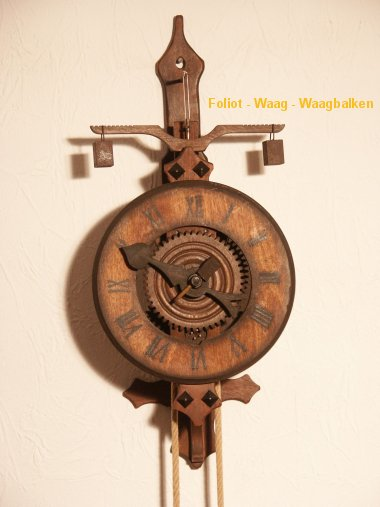
Foliot mostrant el temps amb una sola agulla

La història del rellotge o de la rellotgeria és la seqüència d'esdeveniments que han ocorregut al voltant dels descobriments científics dels rellotges i autòmates per a marcar el pas del temps (dispositius mecànics capaços de fraccionar, comptar i guardar memòria de seqüències de temps). Aquests dispositius han estat creats per proporcionar l'hora en situacions on els astres no eren capaços de ser observats. Alguns dels dispositius tenen uns orígens clars en certes tècniques i tecnologies ben datades, com pot ser el cas dels rellotges de sorra la construcció dels quals està lligada al bufat de vidre. Moltes cultures han tingut curiositat per mesurar el temps i les dates del calendari amb la simple observació dels fenòmens naturals i astronòmics, aquest coneixement els ha proporcionat una prosperitat degut en part al fet que eren capaços de predir amb precisió el temps de les collites, el de sembrar i altres activitats agrícoles.
La rellotgeria ha anat passant per etapes en què la regularitat dels astres proporcionava una mesura suficient del temps, a poc a poc les maquinàries han estat capaces de substituir aquesta mesura fins que els dispositius electrònics i atòmics han assolit mesures del temps molt precises emprades per exemple en la localització mitjançant GPS. Durant aquest temps no només ha crescut l'habilitat dels rellotges per mesurar el temps amb precicisió i regularitat sinó que a més el cost dels rellotges ha anat baixant fins a arribar a ser molt populars, un exemple d'aquest abaratiment és el rellotge de polsera.

## Períodes

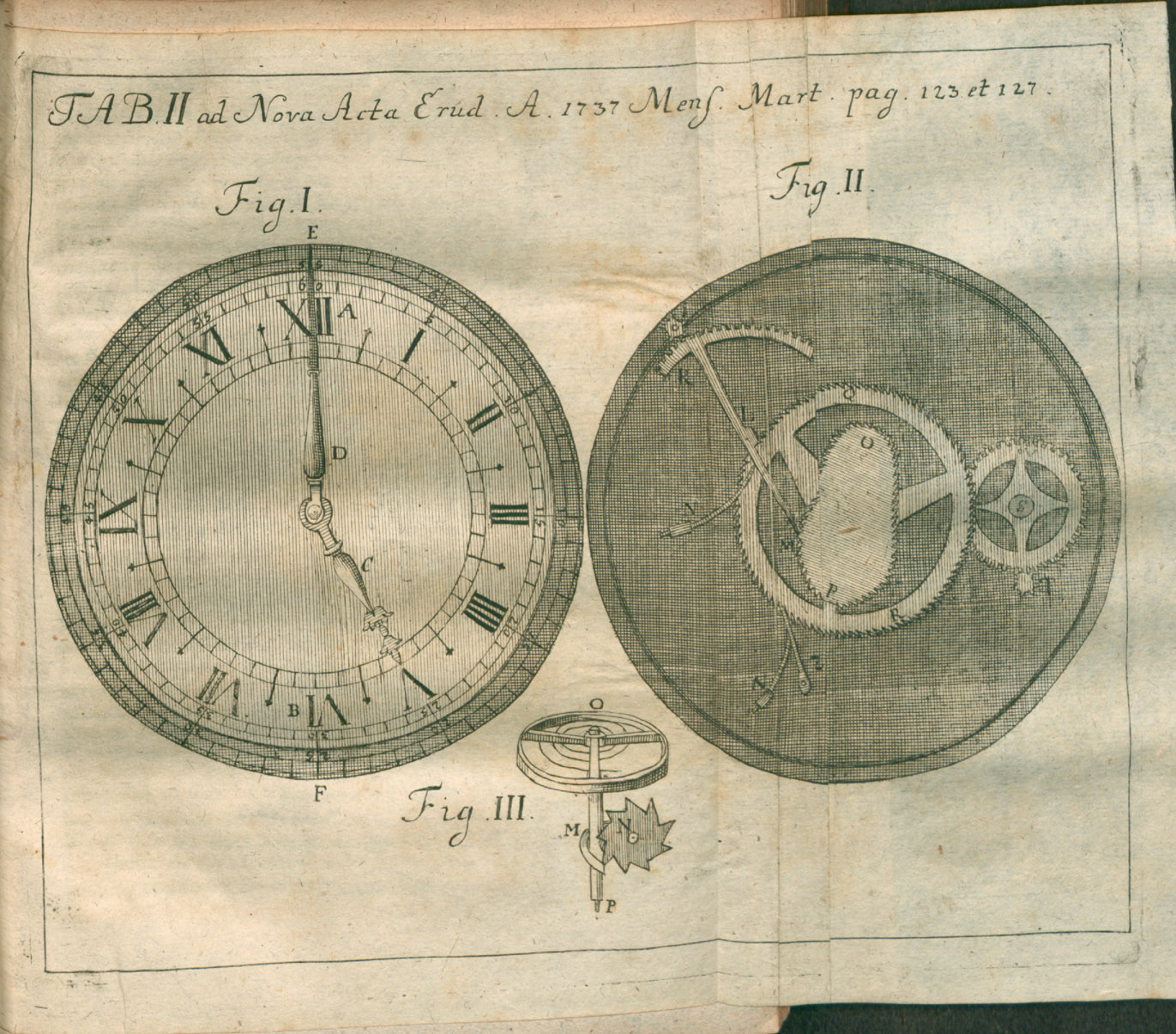
Il·lustració d'un rellotge a l'Acta Eruditorum, 1737

La poca precisió dels primitius aparells de rellotgeria fa que pugui dividir la història d'aquests dispositius en quatre períodes importants, marcats tots ells per la capacitat de precisió que eren capaços de mesurar les diverses tecnologies rellotgers.
1. Període anterior al rellotge de pèndol - marcat per dispositius incapaços de mesurar precisions de desenes de minuts, es cobreix un període anterior al 1290 que coincideix amb l'aparició dels primers rellotges de torre a les grans ciutats europees. En aquest període els rellotges de característiques no-mecàniques són els més apropiats, com ara rellotges de sol, clepsidres, rellotges de foc, etc.
2. Període entre el pèndol i l'aparició de l'escapament en què els dispositius marcaven precisions d'un minut, aquest període cobreix un interval que va des de 1290 fins 1656. Els rellotges mecànics comencen a donar temps d'una manera més fiable, però els rellotges de sol són una referència per als rellotges mecànics. És en aquest període quan es produeix l' època daurada de la gnomònica (segle XVII).
3. Període de precisió - emprant millores successives en les maquinàries s'arriba a precisions d'un segon. Període que va des de mitjans del segle xvii fins a començaments del segle xx. La investigació minuciosa sobre la regulació dels mecanismes i les seves progressives millores fan que els rellotges arribin precisions del segon. En algunes ocasions es manté la precisió independent de les condicions de l'entorn. El final d'aquest període coincideix amb l'aparició en escena dels rellotges elèctrics.
4. Període de rellotges elèctrics - L'aparició dels oscil·ladors de quars que fan servir un cristall de quars (diòxid de silici - SiO ₂) l'any 1917[3] i els rellotges atòmics que fan aparició el 1949 al US National Bureau of Standards (NBS)

## Sistemes horaris
Els mètodes de mesura del temps es fonamenten des dels seus començaments en el sistema sexagesimal que és l'emprat majoritàriament en el món occidental, exceptuant l'intent fallit de la Revolució Francesa, de passar-ho tot al sistema decimal. Aquest sistema horari es va originar fa prop de 4.000 anys a Mesopotàmia i Egipte; i curiosament un sistema similar va ser desenvolupat posteriorment aMesoamèrica. El primer calendari podria haver estat creat l'últim període glacial, per una societat de caçadors-recol·lectors que van emprar eines com 'pals' i 'ossos' per traçar el pas del temps mitjançant alineaments de l'ombra dels mateixos o les aparicions de certs astres o per poder controlar les fases de la lluna o les estacions. Es van construir per aquesta època disposicions en forma de cercles de pedra, que van ser construïts en diferents parts del món, especialment en la Europa prehistòrica, com ara el famós Stonehenge, i són considerats com uns dels primers calendaris utilitzats per predir les estacions i els esdeveniments anuals com ara els equinoccis o els solsticis. A causa de la manca de registre escrit d'aquestes societats megalítiques poc se sap de les construccions i de les tecnologies emprades.
L'ús dels sistemes horaris han anat parells a la història de la rellotgeria. Els primers sistemes horaris dividien el dia (el arc diürn del sol) a 12 hores, el que feia que les hores fossin més llargues a estiu, i més curtes a hivern. Aquesta divisió del temps va proporcionar l'anomenat sistema horari temporal. El sistema d'hores itàliques (Horae ab Occasu) i les hores babilòniques (Horae ab Ortu). Les hores canòniques (així com la seva subdivisió en dos grups de hores menors i hores majors) emprades en les comunitats cristianes. Fins a arribar al Temps Mitjà de Greenwich.

## Primers dispositius

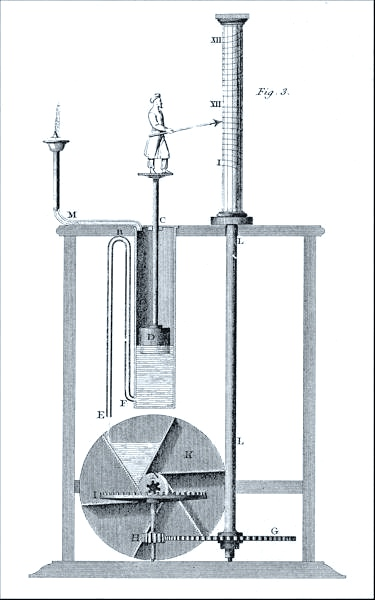
Il·lustració de la clepsidra de Ctesibi d'Alexandria datada al segle III a. C.

Els dispositius que inicialment van mesurar el temps estaven directament lligats a l'observació dels moviments regulars dels astres al cel, un exemple d'això són els rellotges solars. La regularitat mostrada pels astres a poc a poc es va anar simulant amb alguns dispositius bàsics de recompte com ara els rellotges de sorra, clepsidres (rellotges d'aigua), rellotges de foc, etc. alguns d'ells es fonamentaven en l'observació de fenòmens regulars a la natura com pot ser el rellotges de marea. Aquests dispositius primitius eren capaços de mesurar el transcurs del temps amb molt poca precisió, en aquestes primeres etapes pot ser que no arribessin a fer més enllà d'un quart d'hora.
Els primers rellotges solars d'occident van ser construïts gràcies als coneixements astronòmics dels egipcis que els permet orientar la piràmide de Keops, 2550 aC, mitjançant referències estel·lars. Mil anys després, en l'època del faraó Tuthmosis III (c. 1500 aC), es dissenya un instrument anomenat sechat; ; es tracta d'un petit rellotge solar per mesurar el temps mitjançant la longitud de les ombres que constava de dues peces prismàtiques, pètries, d'uns tres decímetres de longitud, situades perpendicularment, on una tenia marcades les hores i l'altra servia d'agulla. Va haver de ser un instrument molt popular entre els sacerdots egipcis doncs, per les seves dimensions, permetia que fos un instrument portàtil. Els primers rellotges solars es construïen mitjançant la projecció de la ombres d'un Ortoestil sobre una superfície reglada.
En el cas dels rellotges de sorra la gravetat força a lliscar els fins grans de sorra procedents d'una ampolleta de vidre que queien lliscant per un forat a una ampolla inferior, aquest temps es mesurava en forma d'interval quan paraven de caure els grans de sorra en haver-se buidat la ampolleta superior. Aquest tipus de rellotges podia arribar a mesurar fins a un quart d'hora. Els rellotges d'aigua (clepsidres) tenien un funcionament similar mitjançant l'ús de líquids en comptes de sorra i d'aquesta forma el degoteig anava marcant el transcurs del temps, en alguns casos un flotador amb un índex de nivell feia d'indicador de l'hora. La millora i estudi detallat dels mecanismes que regulaven aquests primers dispositius va fer que, a poc a poc, anés apareixent un mecanisme rudimentari capaç d'oscil·lar mecànicament: es tractaven dels primers rellotges abans de la introducció del pèndol en el mecanisme.

És en plena edat mitjana quan el rei Alfons X el Savi al segle xiii dins de les seves obres astronòmiques esmenta un conjunt de possibilitats de mesurar el temps, En una recopilació en els llibres dels rellotges parla dels rellotges de sol i de les clepsidres, així com rellotges elaborats amb foc, mercuri (Relogio d'argent viu), etc. Exceptuant l'existència del misteriós mecanisme d'Anticitera no hi ha notícies de rellotges mecànics anteriors a aquesta data.

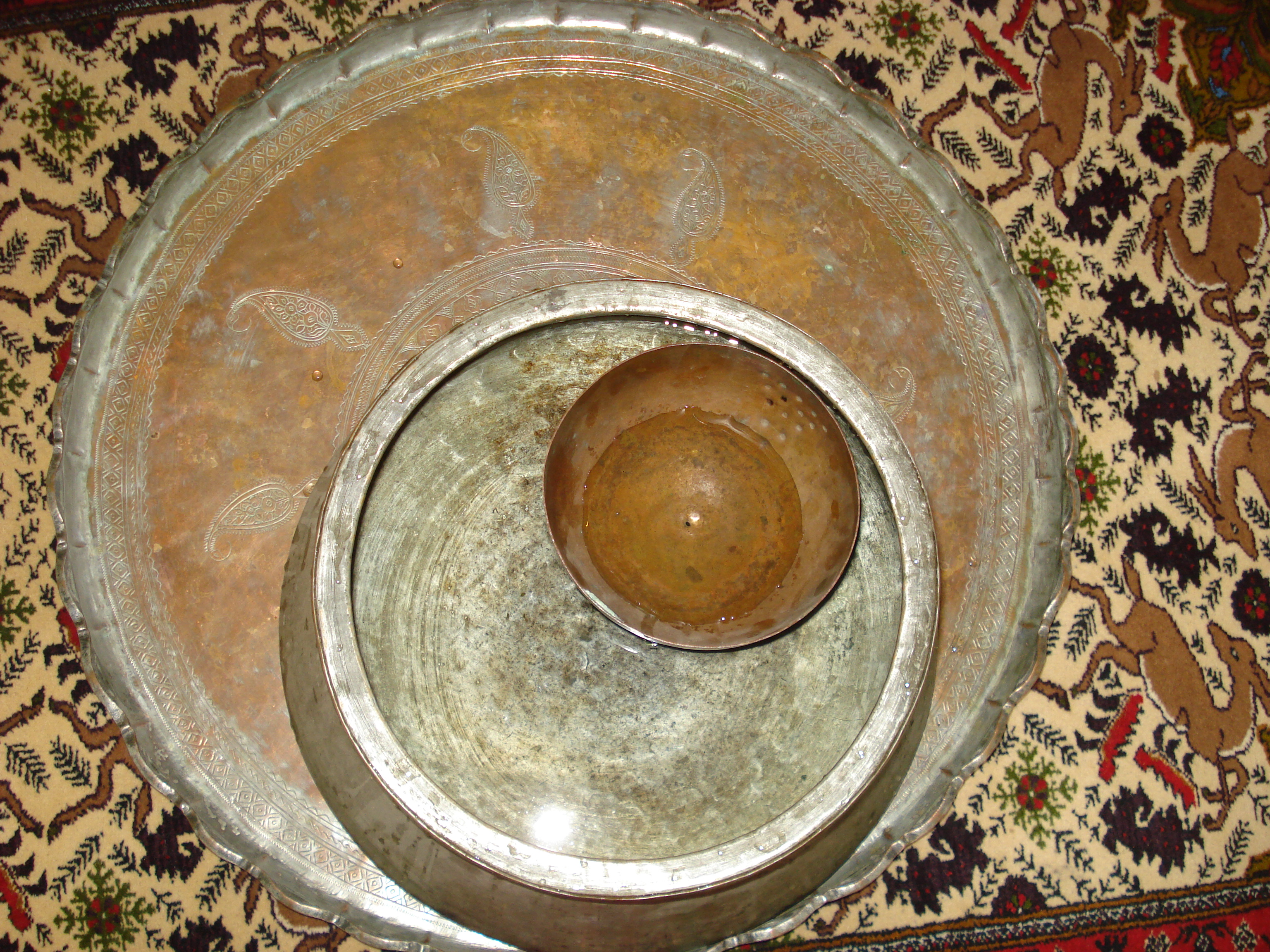
Rellotge d'aigua persa.

## Pèrsia

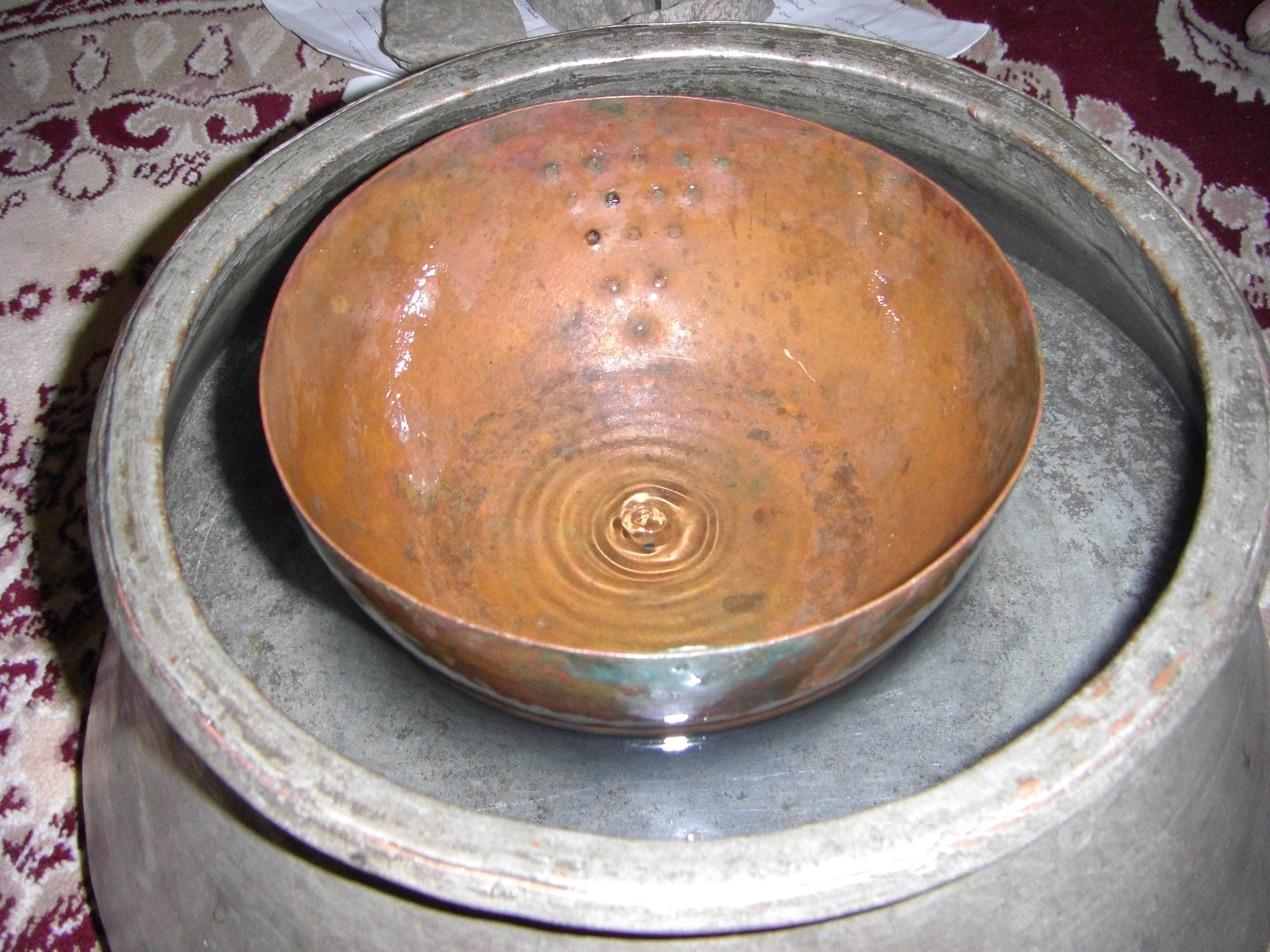
Rellotge d'aigua persa de fa 2500 anys.

### Rellotges de sol i d'astres
Els rellotges de sol han acompanyat la humanitat des dels primers temps en què hi va haver la curiositat astronòmica d'observar el transcurs del temps amb la simple observació directa o indirecta del moviment dels astres. En el cas dels rellotges de sol l'observació i mesura de l'evolució de l'ombra d'un stilo sobre una escala indica el pas del temps. És molt possible que els primers dispositius solars estiguessin dedicats a proporcionar més una informació relativa al calendari, indicant el pas de les estacions. D'aquesta manera es tenen disposicions de pedres allargades i ordenadament disposades per produir "alineaments" específics com és el cas de Stonehenge.
Rellotges dempeus: rellotge de missa (hores canòniques), Rellotge de sol d'August

### Rellotges d'aigua i de sorra

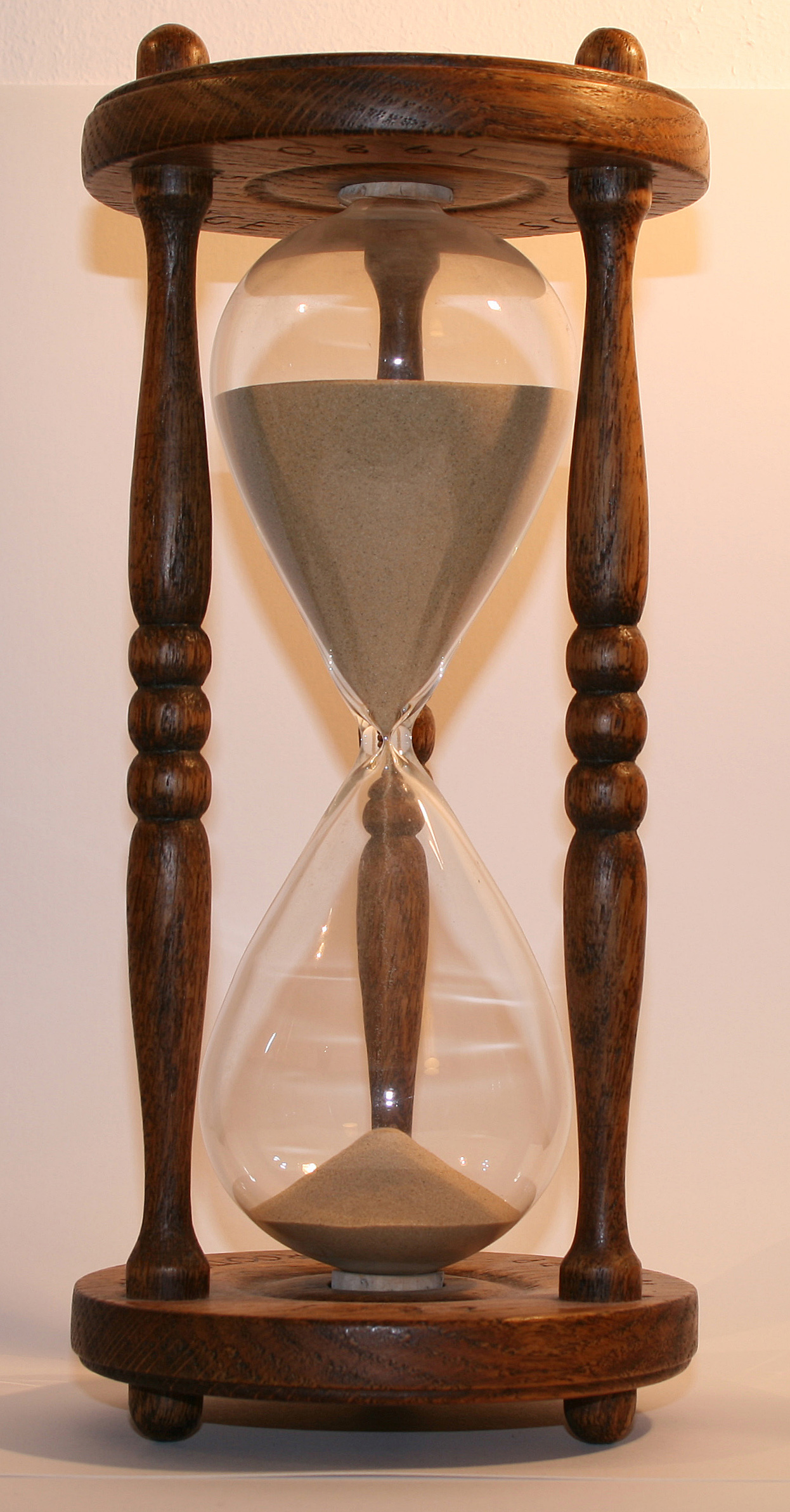
Rellotge de sorra

L'ús documentat de dispositius de mesura del temps mitjà de aigua (anomenats també clepsidres) es remunta a la Dinastia Shang i la seva introducció en Xina potser provinguera de Mesopotàmia en algun instant durant el segon mil·lenni davant Sde Crist. Durant la dinastia Han (202 aC) es van fer millores en els dispositius d'aigua i se'ls va ser incloent un flotador capaç de fer de fidel. Un dels precursors de les clepsidres primitives és Zhang Heng, les millores realitzades van ser documentades posteriorment per l'inventor i científic Shen Kuo. Durant la dinastia Sui els inventors: Geng Xun i Yuwen Kai van ser els primers a crear la clepsidra equilibrada amb posicions estàndard gràcies a l'ús d'una balança de ferro La clepsidra equilibrada permetia l'ajust estacional de les hores (sistema temporal) mitjançant el control del flux d'aigua.
Durant el segle iii aC el matemàtic grec Ctesibi va elaborar diversos rellotges d'aigua com a resultat dels seus estudis a hidràulica. Posteriorment Plató fa menció d'un dispositiu hidràulic que feia servir com a rellotge despertador dels alumnes en l'acadèmia d'Atenes. Els usos més documentats d'aquests rellotges d'aigua eren en la mesura dels intervals de temps dels oradors dels tribunals, així apareix en el Teetet de Plató.
Els enginyers àrabs del segle xiii, durant el que s'anomena com edat d'Or de l'Islam, perfeccionament les diverses clepsidres que provenien d'orient, un exemple és Al Jazarí que l'any 1206 va fer diversos estudis relatius als rellotges d'aigua elaborats pels xinesos, coneixement que va acabar reflectint en un rellotge anomenat rellotge elefant.

### Rellotges de foc
Els rellotges de foc comprenen una categoria de dispositius en els que l'evolució d'una simple flama o la combustió regular d'un material indiquen el pas del temps en ser comparats amb una escala. Es desconeix per complet des de quan es van començar a emprar aquest tipus de rellotges. Alguns com els rellotges d'espelma van ser molt importants en l'edat mitjana encara que la seva primera referència escrita data de l'any 520 quan es descriu en un poema de You Jianguo i en ell es menciona com aquest rellotge de vela s'empra per determinar les hores de la nit. Rellotges similars es van emprar al Japó fins al segle x. Un dels rellotges de foc més esmentats data de l'època de Alfred el Gran.

## Aparició del rellotge mecànic

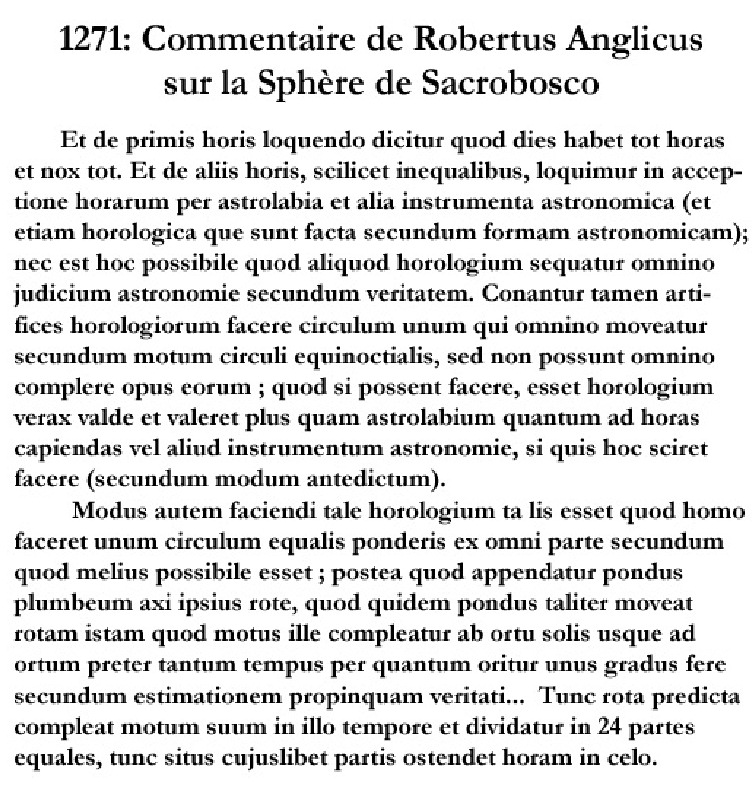
Commentari de Robertus anglicus.

Els rellotges van començar a construir-se amb peces mecàniques mòbils a finals del segle xiii i la seva mida és tan gran que se sol ubicar a catedrals, esglésies i llocs públics de interès com poden ser ajuntaments. La ubicació d'aquests instruments era en llocs alts, generalment torres de campanar on es podria tocar les campanes i poder distribuir els senyals horaris a la població. En aquesta època alguns rellotges es construïen amb soneria unida mecànicament als mecanismes propis del rellotge. Molts d'aquests primitius rellotges no tenien una esfera visible a l'exterior, fins i tot es caracteritzaven per tenir una sola agulla (no posseïen minuters). Durant el període de la alta edat mitjana els senyals horaris dels campanar s corresponien en algunes comunitats religioses a les hores canòniques, no al temps civil. La clau de tocs de campana per a cadascuna d'aquestes hores la va descobrir l'investigador Antoni Simoni l'any 1933. És molt possible que en les primeres èpoques d'aparició dels rellotges mecànics aquests s'ajustessin mitjançant l'ús de rellotges de sol o meridians. En aquella època quan es feien servir els rellotges mecànics era molt habitual ajustar dues vegades al dia amb els rellotges solars o meridians per poder assegurar la precisió dels mateixos.

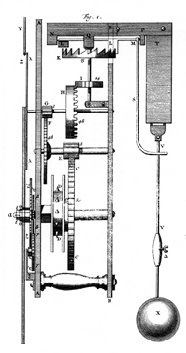
Rellotge de pèndol de l'època de Christian Huygens.

### Aparició del pèndol
En la investigació que es va realitzant en les diferents comunitats científiques al llarg de l'alta edat mitjana es va buscant un mètode capaç de regular la maquinària d'un rellotge. Un dels primers investigadors és Galileo Galilei encarregat d'idear per primera vegada a Occident la possibilitat de regular mitjançant el pèndol una maquinària d'un rellotge. Malgrat que Galileu estudiés la cinemàtica del pèndol amb detall abans de l'any 1582, es pot dir que mai va construir un rellotge basat en l'ús d'aquest element.

### Reducció de la maquinària

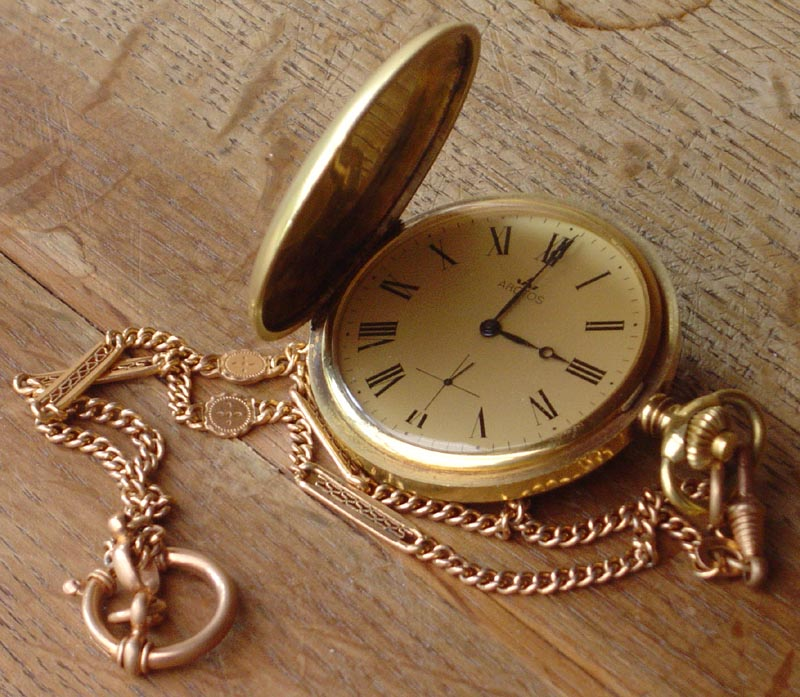
Un rellotge de butxaca.

Els descobriments i millores introduïdes pels inventors del segle xvii es van acumulant en rellotges mecànics cada vegada més precisos i regulars. Les millores incloure la possibilitat de reduir la mida de les maquinàries de forma progressiva, fins a aconseguir que els rellotges fossin portables. Poder consultar el temps en qualsevol instant va ser un dels grans avenços de la rellotgeria.

### Rellotge de canell
Ja l'any 1904, l'aviador Alberto Santos-Dumont preguntava al seu amic francès rellotger anomenat Louis Cartier perquè li dissenyés i construís un rellotge útil durant els seus vols. El rellotge de polsera ja havia estat inventat per Patek Philippe l'any 1868 com un "rellotge de polsera femení ", dissenyat més com un objecte de joieria. Com el rellotge de butxaca era molt poc pràctic per a l'aviació, Louis Cartier va crear a en Santos un rellotge de canell, el primer rellotge de canell dissenyat per a ser d'ús pràctic. Una de les fites històrics dels rellotges de polsera va ocórrer quan el Omega Speedmaster Professional va ser elegit per la NASA com el cronògraf per als astronautes del Programa Apollo.

### Cronòmetres i cronògrafs
El problema de la longitud sorgeix en el segle xviii a causa dels esforços marins per determinar amb precisió la longitud. Com a solució a aquest problema es fixa l'atenció en la millora dels cronògraf marins que són dispositius de gran precisió capaços de mantenir regularment la seva marxa durant llargs períodes, fins i tot en situacions adverses com la Mar. El desenvolupament d'aquest tipus de rellotges va arribar al seu auge gràcies al rellotger anglès John Harrison (1693-1776) que durant gairebé 30 anys de la seva vida va incorporant millores tècniques als rellotges elaborats per ell. J. Harrison denomina als seus rellotges ' H-1 ' (Harrison primer), fins al ' H-5 '. Cada un dels rellotges de Harrison incorporaven no només millores en la precisió, sinó que a més eren més i més petits i manejables.